# Bassar
Bassar je grad u Togou, na zapadu regije Kara, prefektura Bassar. Grad ima 64.888 stanovnika. Izvorno je poznat kao središte proizvodnje željeza. Dana je znan kao središte jama, točnije jama sorte Labaco koji je preferirani sastojak osnovnog jela nacionalne kuhinje fufu. Bassar ima Kralja kojem je sjedište u kraljevskoj palači ("Le Palais Royal"), titulu se nasljeđuje.